# Ostrów (gmina Aleksandrów)
Ostrów – wieś w Polsce położona w województwie łódzkim, w powiecie piotrkowskim, w gminie Aleksandrów. Wieś znajduje się w granicach Sulejowskiego Parku Krajobrazowego.
W latach 1975–1998 miejscowość należała administracyjnie do województwa piotrkowskiego.
Wieś złożona jest właściwie z dwóch osad – Ostrowa nad Czarną i mniejszego Ostrowa nad Pilicą. Pierwszy z nich utrzymuje się głównie z rolnictwa, nad Pilicą źródłem dochodu są przeważnie działkowicze. Wieś położona na styku doliny Pilicy z krawędzią Pasma Przedborsko-Małogoskiego. Otoczona przez gęste lasy mieszane ciągnące się wzdłuż rzeki Pilicy od Sulejowa do Przedborza. Przez Ostrów przebiega niebieski szlak pieszy i wiele szlaków kajakowych.
Wierni Kościoła rzymskokatolickiego należą do parafii św. Apostołów Piotra i Pawła w Dąbrowie nad Czarną.